# Pastrengo
Pastrengo é uma comuna italiana da região do Vêneto, província de Verona, com cerca de 2.362 habitantes. Estende-se por uma área de 8,96 km², tendo uma densidade populacional de 295 hab/km². Faz fronteira com Bardolino, Bussolengo, Cavaion Veronese, Lazise, Pescantina, Sant'Ambrogio di Valpolicella.

## Demografia
| Variação demográfica do município entre 1861 e 2011                               |
|                                                                                   |
| Fonte: Istituto Nazionale di Statistica (ISTAT) - Elaboração gráfica da Wikipedia |